# Kościół Wszystkich Świętych w Otorowie
Kościół Wszystkich Świętych w Otorowie – rzymskokatolicki kościół parafialny należący do parafii pod tym samym wezwaniem (dekanat pniewski archidiecezji poznańskiej).
Jest to świątynia wzniesiona w 1533 roku dzięki staraniom dziedziców wsi, Otorowskich. Budowla jest salowa, od strony wschodniej zamknięta jest trójbocznie. Po jej północnej stronie są umieszczone zakrystia i dostawiona w 1837 roku późnoklasycystyczna kaplica grobowa Moszczeńskich, po stronie południowej – znajduje się neogotycka kruchta z 1872 roku. Wnętrze nakryte jest sklepieniem gwiaździstym. Wyposażenie pochodzi głównie z 1885 roku, w ołtarzu głównym jest umieszczony obraz Matki Boskiej z Dzieciątkiem namalowany w 1. połowie XVII wieku. 
Kościół został wpisany na listę niekoronowanych maryjnych sanktuariów w Archidiecezji Poznańskiej jako Sanktuarium Matki Bożej Otorowskiej.